# Добривоје Петровић
Добривоје Петровић, познат под надимком Боња, (Петровац на Млави, 1948) српски је глумац и хемичар,

## Биографија
Рођен је у Петровцу на Млави, 27. јануара 1948. године. Основну школу и гимназију завршио је у Петровцу на Млави. Дипломирао је на Природно-математичком факултету Универзитета у Београду, група хемија, 1975. године, а специјализацију из медицинске биохемије завршио на Фармацеутском факултету Универзитета у Београду, 1983. године. 
Ради као начелник Биохемијске лабораторије Здравственог центра у Петровцу на Млави. Бави се глумом. Првак је Позоришта Бата Булић у Петровцу на Млави. Остварио је низ запажених улога за које је вишеструко награђиван. Коауторски са Јованом Д. Петровићем, објавио је књигу Петровачке анегдоте. Први је председник удружења аматерских позоришта Србије окупљених око Протокола о сарадњи потписаног октобра 2010. године у Богатићу.

## Књиге
- Петровачке анегдоте, (коауторски са Јованом Д. Петровићем, Културно-просветни центар Петровац на Млави и Друштво за очување ћирилице Жубор Млаве Петровац на Млави. 2010.  978-86-84601-45-4.

## Улоге
- Професор, Док црвена јесен друмовима хода, Звездана Шарић, 1977/78
- Милорад Цвијовић, Др, Бранислав Нушић, 1978/79
- Миле Активиста, Чудо у Шаргану, Љубомир Симовић, 1985/86
- Господин Света Милосављевић, Мрешћење шарана, Александар Поповић, 1986/87
- Ђакон Авакум, Кус Петлић, Александар Поповић, 1993/94
- Трајче Ахмедовски, Ближи небу, Жељко Хубач, 1994/95, 2009/10
- Аркадије Акадијевич, Пуњене тиквице, Сања Домазет, 1997/98
- Аца В. Ковач, Ковачи, Милош Николић, 1998/99
- Ђорђе Поповић, Лаки комад, Небојша Ромчевић, 2000/01
- Стојко Стојковић, Зар и ти сине Дракче, Рон Кларк и Сем Бобрик, адаптација Милош Јагодић, 2002/03
- Зоран Јовановић, Како смо волели друга Тита, Радосав Златан Дорић, 2004/05[3]
- Неша Кутузов, Лајање на звезде, Милован Витезовић, 2005/06
- Фетисов, Пуковник птица, Христо Бојчев, 2005/06
- Ђоле, Пробуди се Като, Милан Гргић, 2008/09
- Илија Чворовић, Балкански шпијун, Душан Ковачевић,2010/11
- Јеврем Прокић, Народни посланик, Бранислав Нушић,2012/13
- Стенли Гарднер, Ухваћен у мрежу, Реј Куни,2013/14
- Светислав Ђукић, Човек са два срца, Саша Латиновић,2014/15

## Награде
- Најбоља епизодна улога, (Миле Активиста, Чудо у Шаргану), Смотра драмских аматера Подунавског региона, Пожаревац, 1986
- Најбоља мушка улога, (Трајче Ахмедовски, Ближи небу), Сусрети другарства, Смедеревска Паланка, 1995
- Најбоља мушка улога, (Трајче Ахмедовски, Ближи небу), Републичко такмичење аматерских позоришта Србије, Гњилане, 1995
- Најбоља мушка улога, (Стојко Стојковић, Зар и ти сине Дракче), МАПС, Плажане, 2005
- Најбоља мушка улога, (Зоран Јовановић, Како смо волели друга Тита), МАПС, Плажане, 2006
- Најбоља мушка улога, (Зоран Јовановић, Како смо волели друга Тита), Сусрети драмских аматера „Живка Матић“, Пожаревац, 2008
- Најбоља мушка улога, (Зоран Јовановић, Како смо волели друга Тита), Смотра глумачких остварења „Виминацијум светлости моја“, 2009
- Најбоља мушка улога, (Зоран Јовановић, Како смо волели друга Тита), Сусрети драмских аматера „Живка Матић“, Пожаревац, 2010.[4]
- Најбоља мушка улога, (Зоран Јовановић, Како смо волели друга Тита), Фестивал глумачких остварења, Лозница, 2010.[5]
- Најбоља мушка улога, (Илија Чворовић, Балкански шпијун), МАПС, Плажане, 2011
- Плакета Драгољуб Милосављевић Гула, (Фетисов, Пуковник птица), Смотра глумачких остварења "Гулини дани", Петровац на Млави, 2010
- Плакета Драгољуб Милосављевић Гула, (Илија Чворовић, Балкански шпијун), Смотра глумачких остварења "Гулини дани", Петровац на Млави, 2011
- Плакета Драгољуб Милосављевић Гула, (Трајче Ахмедовски, Ближи небу), Смотра глумачких остварења "Гулини дани", Петровац на Млави, 2012
- Миливојев штап, (Јеврем Прокић, Народни посланик), Смотра глумачких остварења "Миливојев штап и шешир", Пожаревац, 2014
- Најбоља мушка улога, (Илија Чворовић, Балкански шпијун), Дани комедије "Јован Кнежевић Цаца", Нови Бечеј, 2014
- Најбоља мушка улога, (Илија Чворовић, Балкански шпијун), Смотра глумачких остварења браничева и подунавља "Живки у част", Пожаревац, 2014

## Признања
- Златна значка КПЗ Србије
- Општинска награда 4. јун, 2010
- Гулина плакета, 2011[6][1]